# Vortexgarten Mathildenhöhe
Der Vortex Garten mit Villa auf der Mathildenhöhe in Darmstadt befindet sich gleich unterhalb der Russischen Kapelle. Er ist Darmstadts einziger öffentlicher Park in Privatbesitz. Der Garten ist tagsüber geöffnet und ein beliebtes Ziel für Touristen auf dem Weg zur Künstlerkolonie, wird aber auch von Familien und Kindern aus der Nachbarschaft aufgesucht. Auf Anfrage werden die Gestaltung und die Idee des Gartens interessierten Besuchern erläutert.

## Konzept
Angelegt nach den Prinzipien der Permakultur und des Gleichgewichts natürlicher Öko-Systeme, möchte der Eigentümer den Garten sinnbildlich als „Ort der Lebendigkeit, der Erneuerung und der Erholung“ zugänglich machen. Vortex bezeichnet einen Wirbel oder eine Wirbelbewegung. Leitmotiv des Gartens und der Villa sind Vortexspiralen oder Doppelhelix-Formen, die an die geometrischen Gebilde der DNA angelehnt sind. Die elementare Bewegung lebendiger Systeme findet sich wieder in Wasserspielen, in der Eiform als Symbol, sowie in Ornamenten, die Kornkreisen nachempfunden sind. Weiterhin ist es eine persönliche Hommage des Eigentümers an die Lebensreformbewegung sowie an Hermann Graf Keyserling, und an die Arbeit des Försters und Erfinders Viktor Schauberger, der sich für eine an der Natur orientierten Technik einsetzte. „Die Natur kennt keine gerade Linie“, betonte Schauberger. Das Anwesen ist vom Konzeptkünstler Henry Nold und seinen Künstlerfreunden als Gesamtkunstwerk in geistiger Nähe zu Land Art entworfen und gestalterisch umgesetzt worden. Der Garten steht in einer Linie u. a. mit der Gestaltung des Campino-Ensembles am Hochhaus Eschollbrücker Strasse 4 in Darmstadt.

## Historischer Hintergrund
Das Haus Hubertus, heute Haus Martinus, ist ein denkmalgeschütztes Gebäude. Es wurde 1921, noch während des formalen Bestehens der Darmstädter Künstlerkolonie, von dem Architekten Jan Hubert Pinand für die Familie Diefenbach erbaut. Nach der Jahrtausendwende wurde das Haus am Prinz-Christians-Weg 13 nach historischen Vorlagen saniert.

## Geometrie und Numerologie
Rund um das Haus sind 108 eiförmige Jurakalk-Trittsteine platziert, eine Anspielung an den Radius des Mondes mit 1.080 Meilen und an das Edelmetall Silber mit seinem Atomgewicht von 108.

## Bionik und Permakultur
Die Wasser-Skulpturen oder Flowform-Becken formen durchströmendes Wasser zu pulsierenden Figuren einer liegenden Acht, dem Unendlichkeitszeichen. Sie werden mit Regenwasser aus den Dachrinnen durch drei Zisternen gespeist. Das Wasser wird auch für die Gartenbewässerung genutzt. Mehrere Bienenstöcke und Wildbienen-Hotels dienen vor allem der unersetzlichen Insekten-Bestäubung der vielen Stauden, heimischen Gehölzen und Obstbäumen.
Der Garten ist frei nach den Empfehlungen von Hermann Benjes und Bill Mollison, den Begründern der Permakultur, angelegt:
- Regenerative Systeme, wobei jedes Element mehrere Funktionen hat und dadurch zur Stabilität des Systems beiträgt.
- Arbeit mit der Natur statt Kampf gegen einzelne „Schädlinge“.
- Schaffung kleinräumiger Selbstversorgungssysteme und Ausnutzung von Standort und Mikroklima.
- Geschlossene Kreisläufe: Wiederverwertung des Abfalls und des Abwassers, kein Einsatz von Handelsdüngern.
- Ästhetische Aspekte und soziale Komponente: Erholung und Entspannung sowie Zusammenarbeit.

## Bildergalerie

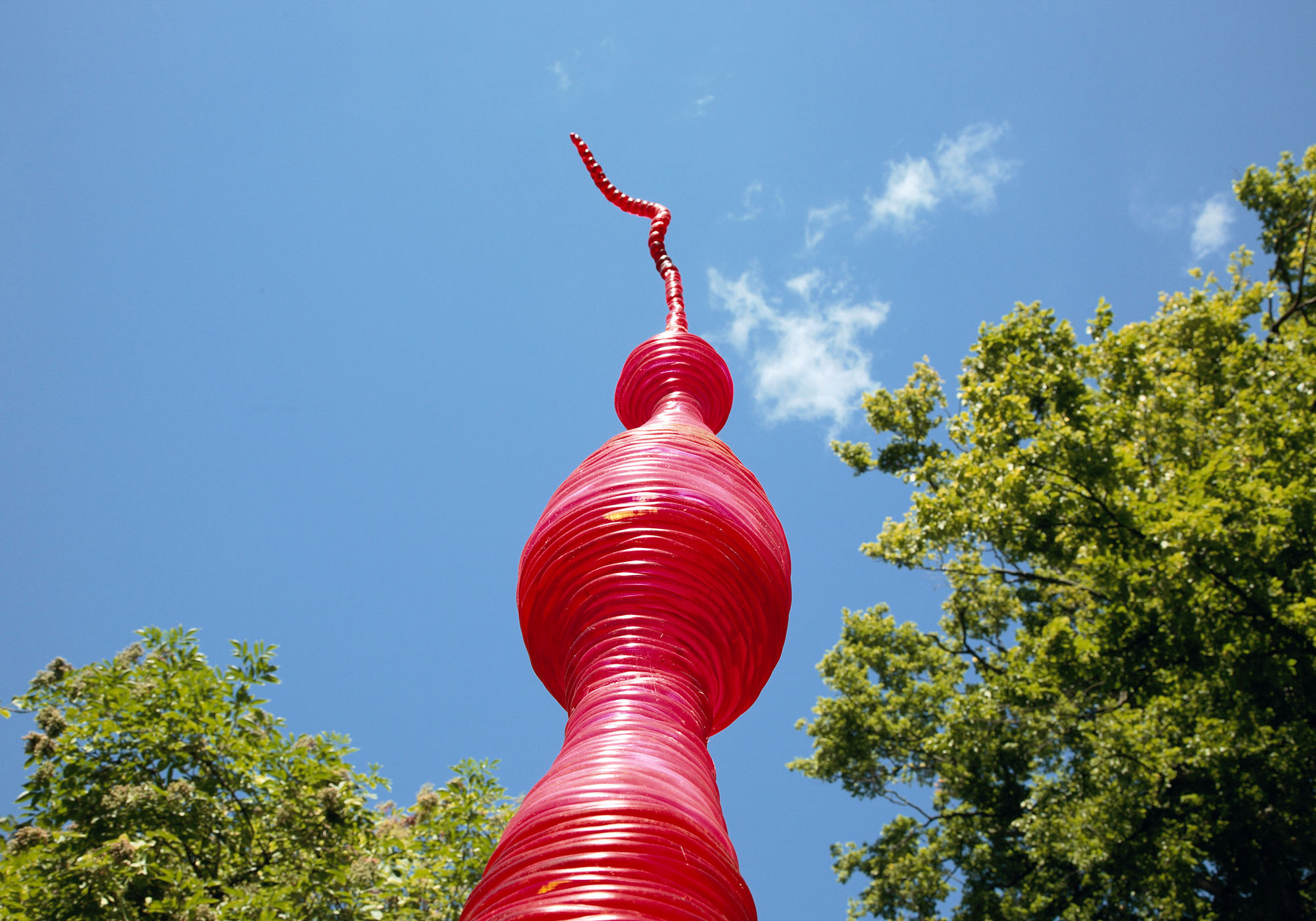
„Stalattite“ Skulptur von Jacopo Foggini
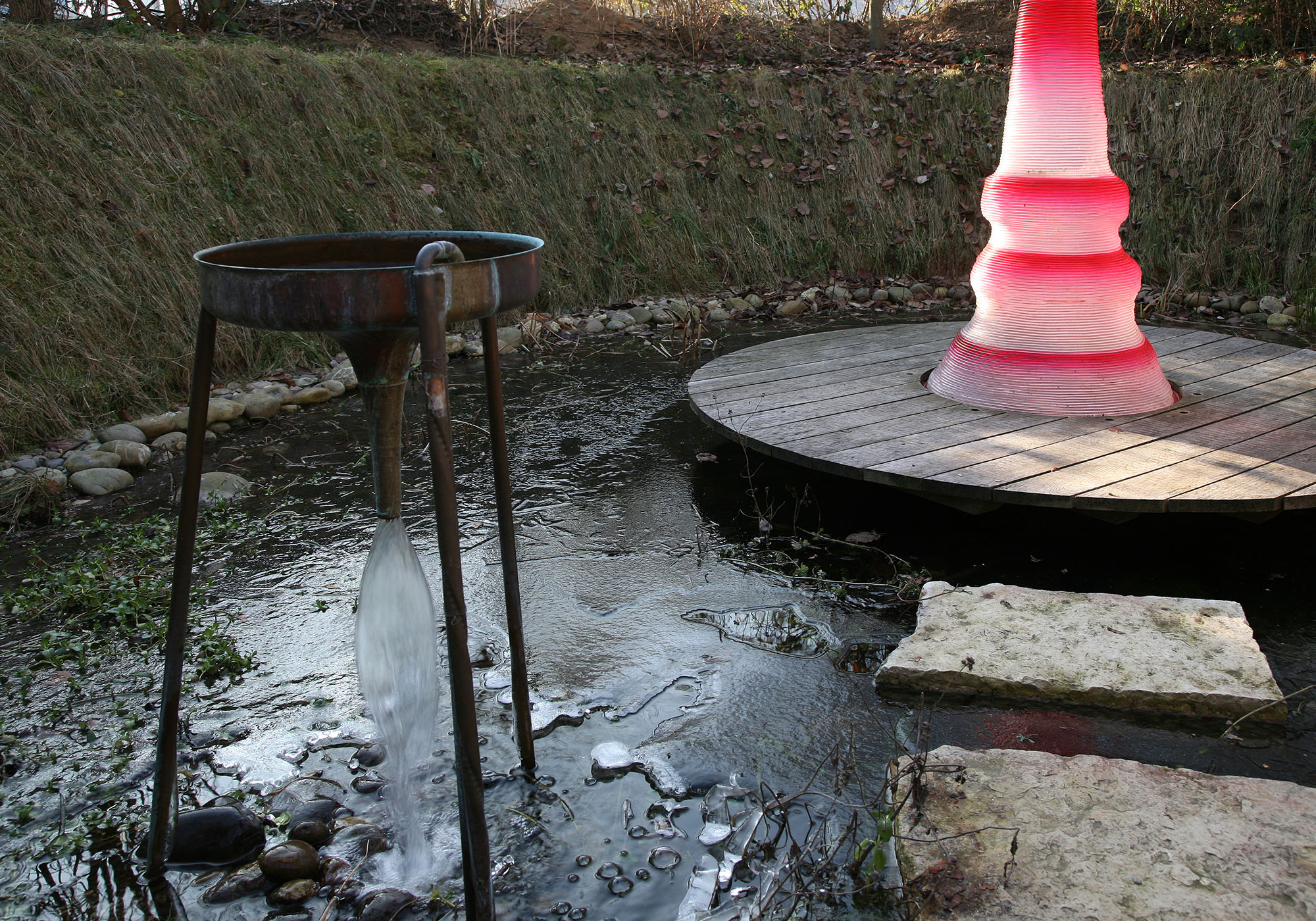
Copper funnel and Stalattite
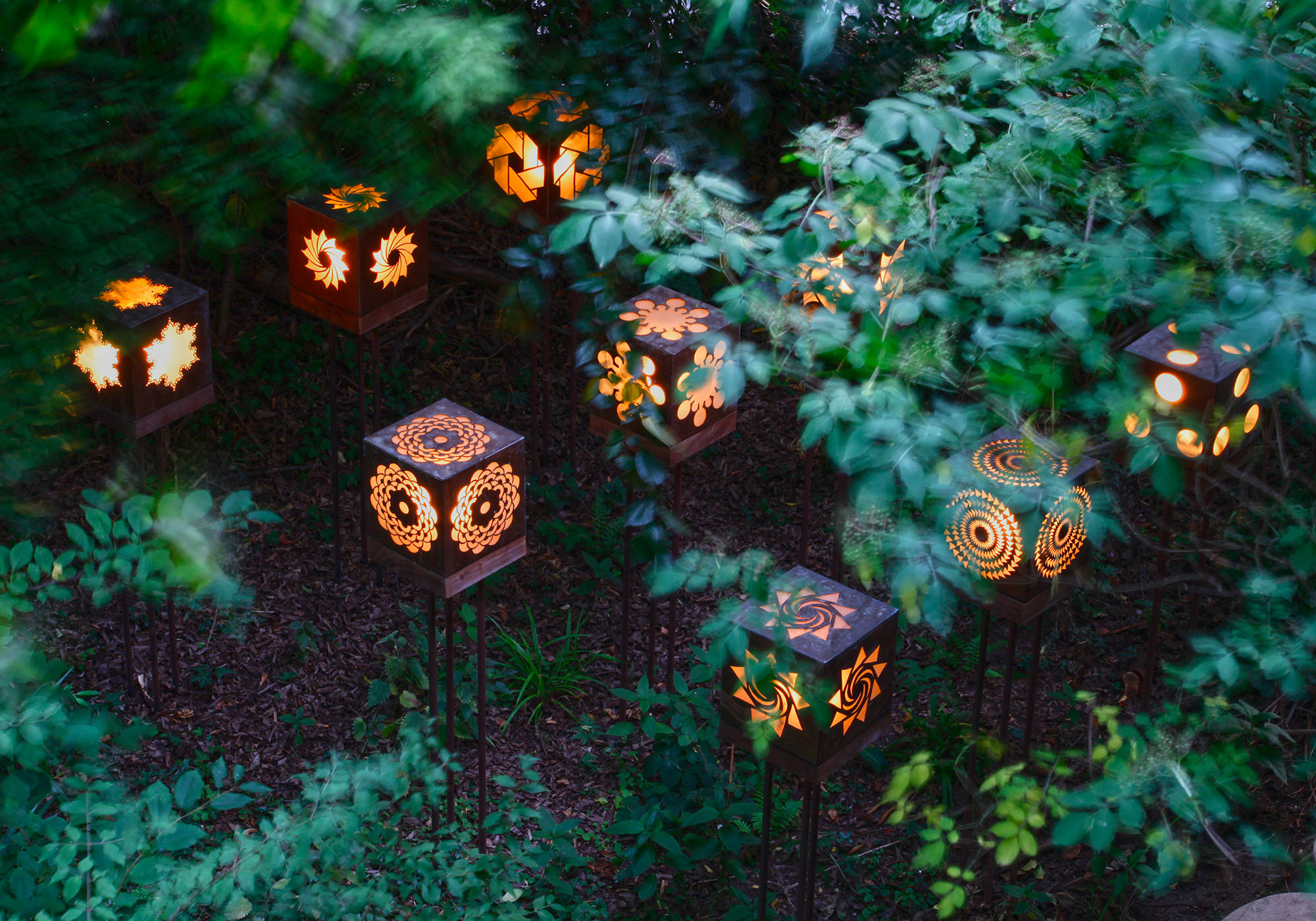
Lampen mit Kornkreismustern
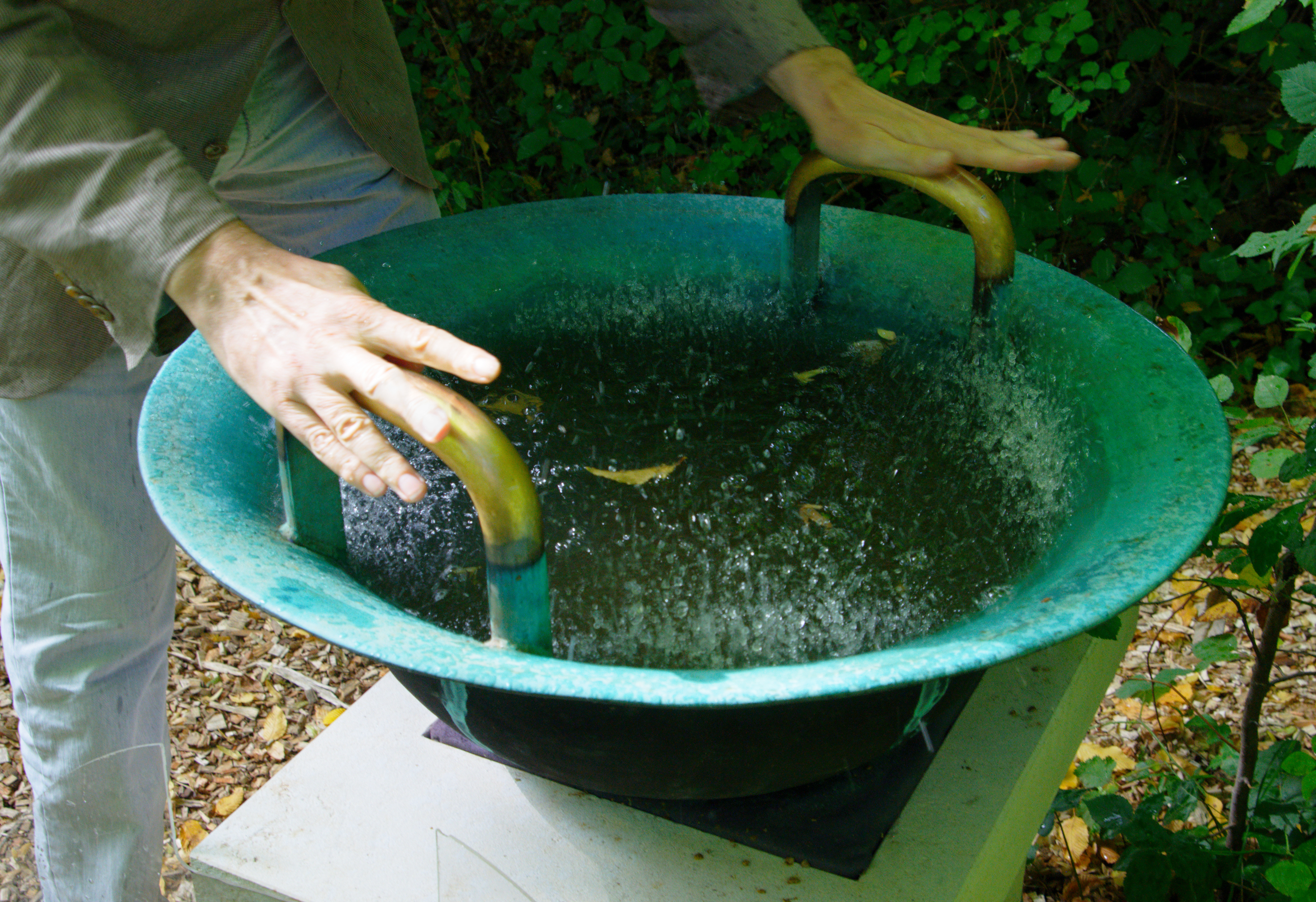
Wasser-Klangschale
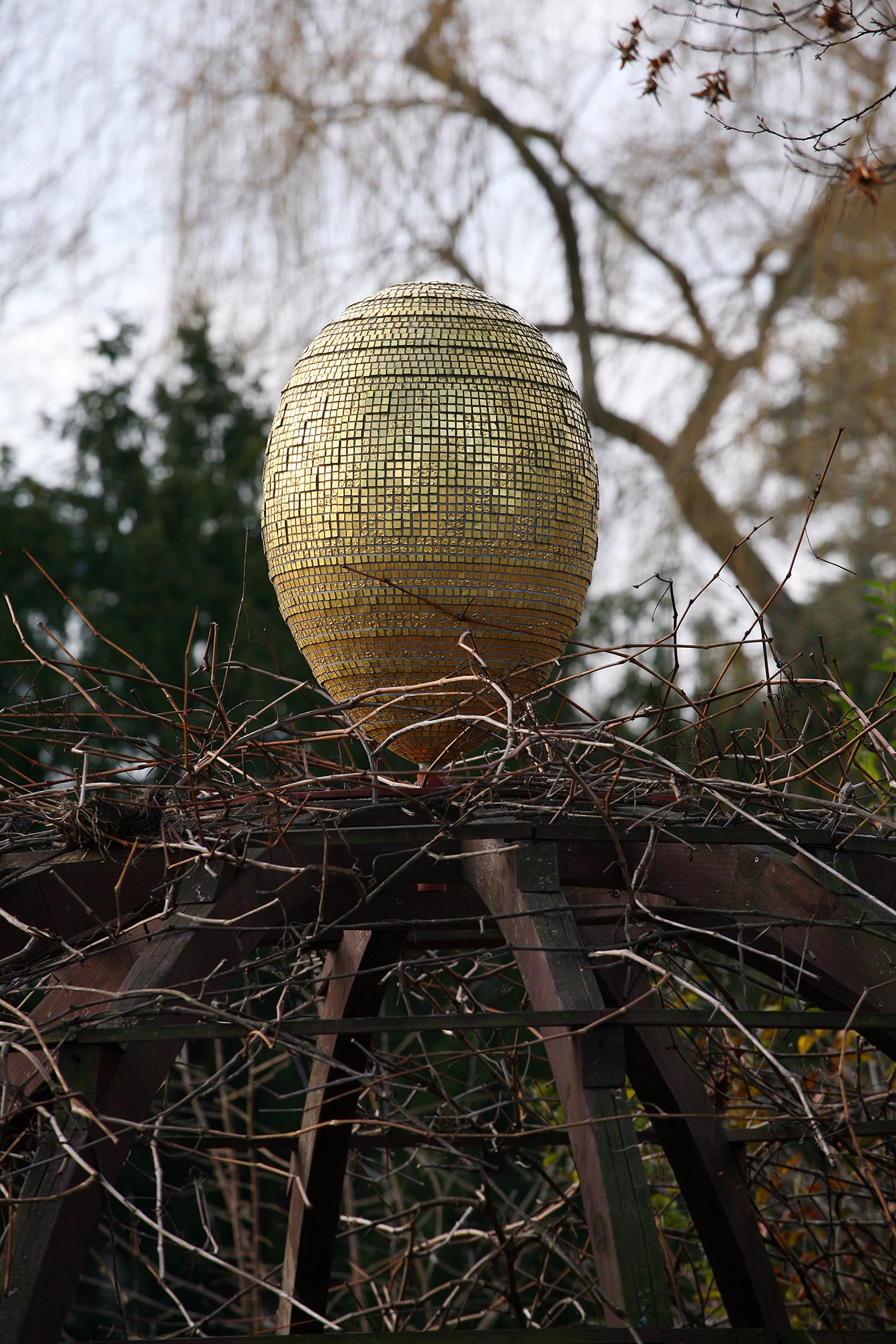
Pavillon
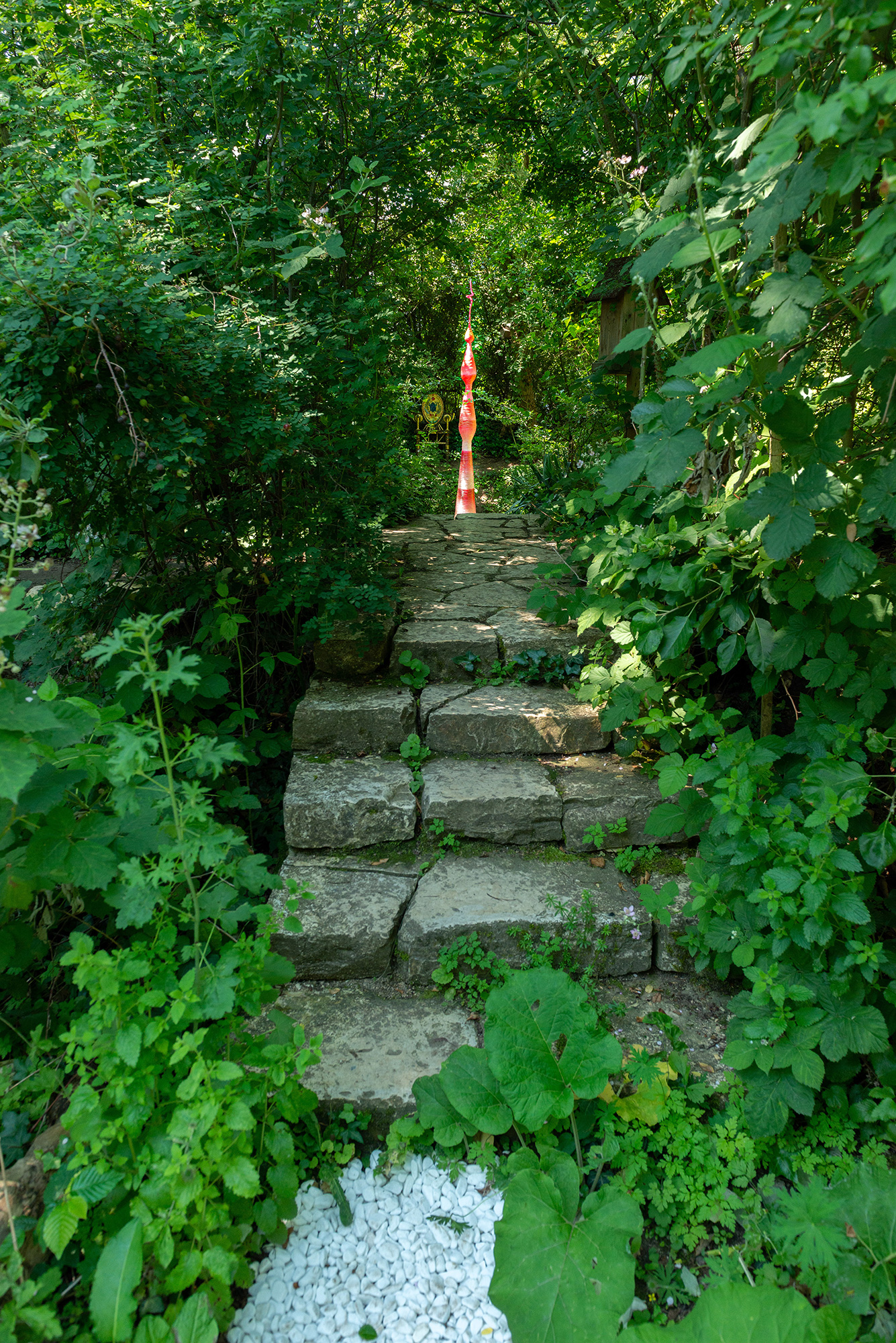
Blick zur Stalattite Skulptur
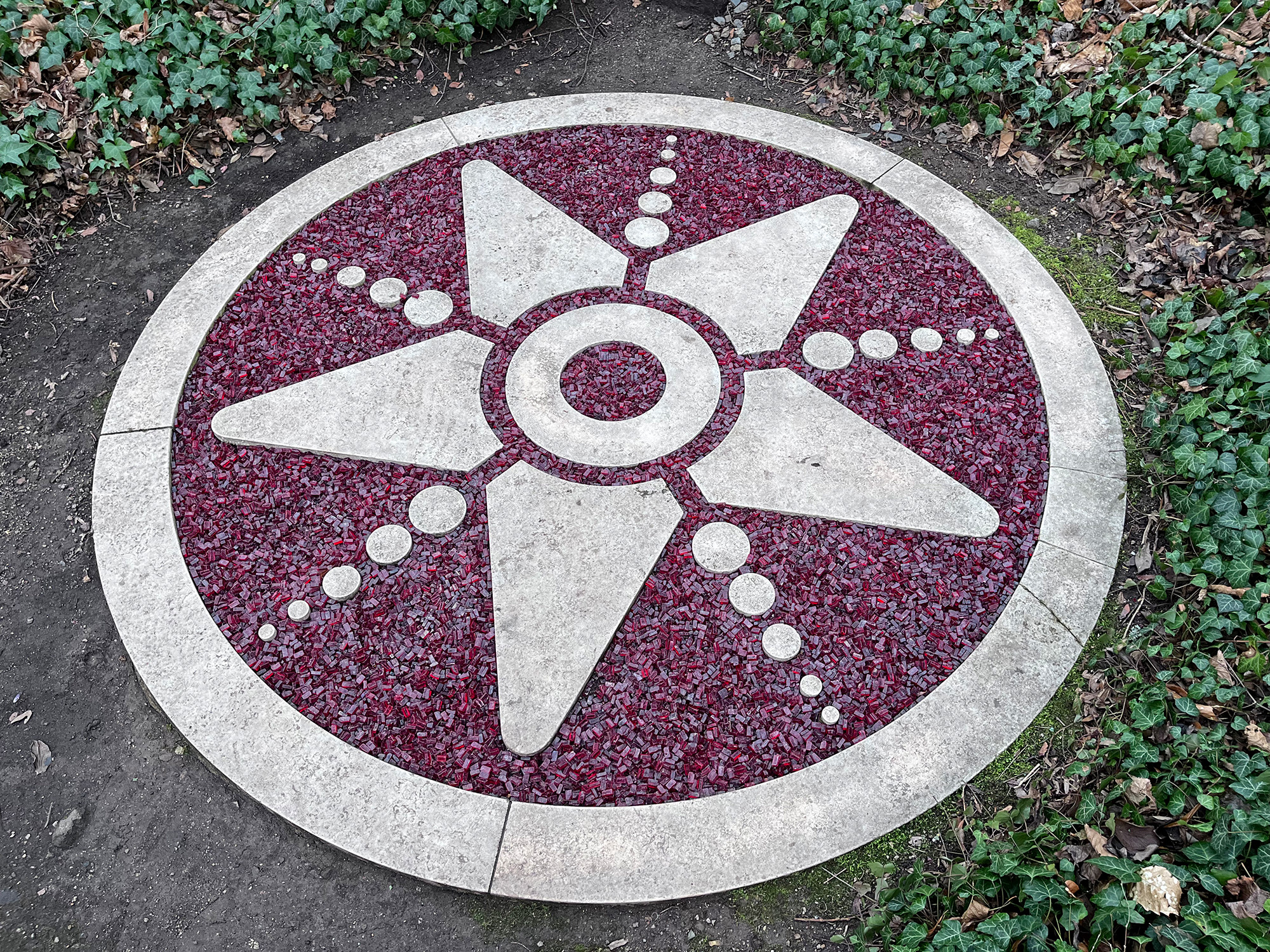
Kornkreis mit transparentem Smalti